# Sierra de Callosa
De Sierra de Callosa (Valenciaans: Serra de Callosa) is een 4,6 km lange bergketen in de comarca Vega Baja del Segura van de autonome gemeenschap Valencia. Het hoogste punt is de Águila (572 m). De bergketen is vernoemd naar de stad Callosa de Segura, die aan de voet van de keten gelegen is.
De opvallende kalksteenformatie begint zeer abrupt vanuit de vallei van de Segura-rivier. Er zijn steile kliffen en er is weinig vegetatie te vinden op de droge hellingen. De Sierra de Callosa is zeer gelijkend op de Sierra de Orihuela, de bergketen die 2,6 km westelijk gelegen is. De meer zacht uitziende Sierra de Hurchillo is 6,5 km ten zuiden gelegen.
Deze bergen werden in 2005 tot Beschermde Zone benoemd door de Generalitat Valenciana.